# Somali Airlines

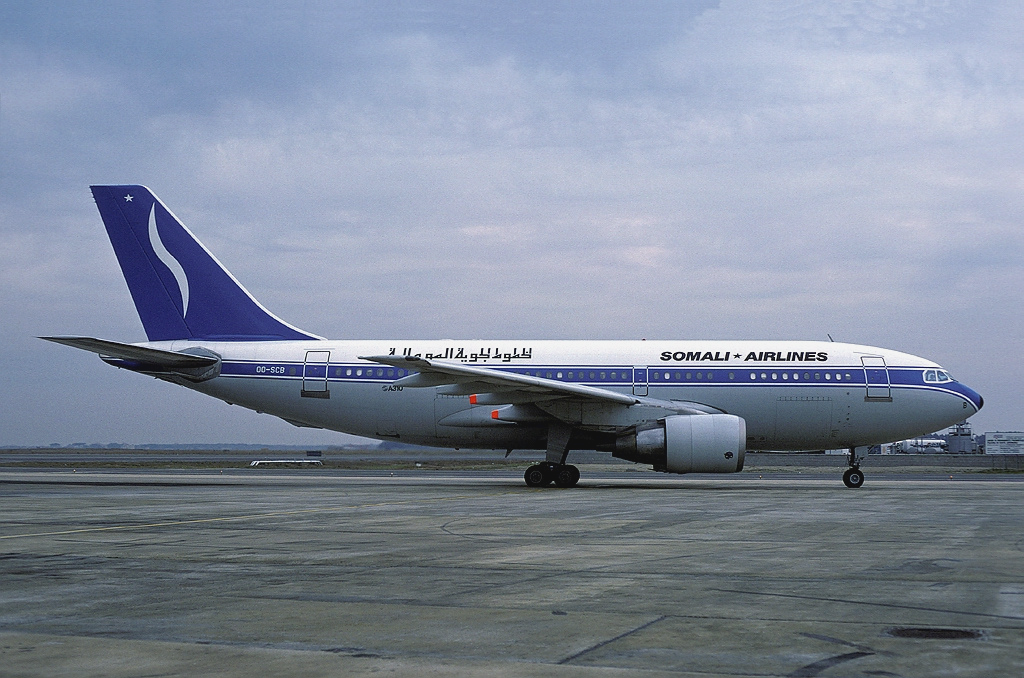
Зарегистрированный в Бельгии Airbus A310-200 Somali Airlines в аэропорту Фьюмичино, Рим, Италия.

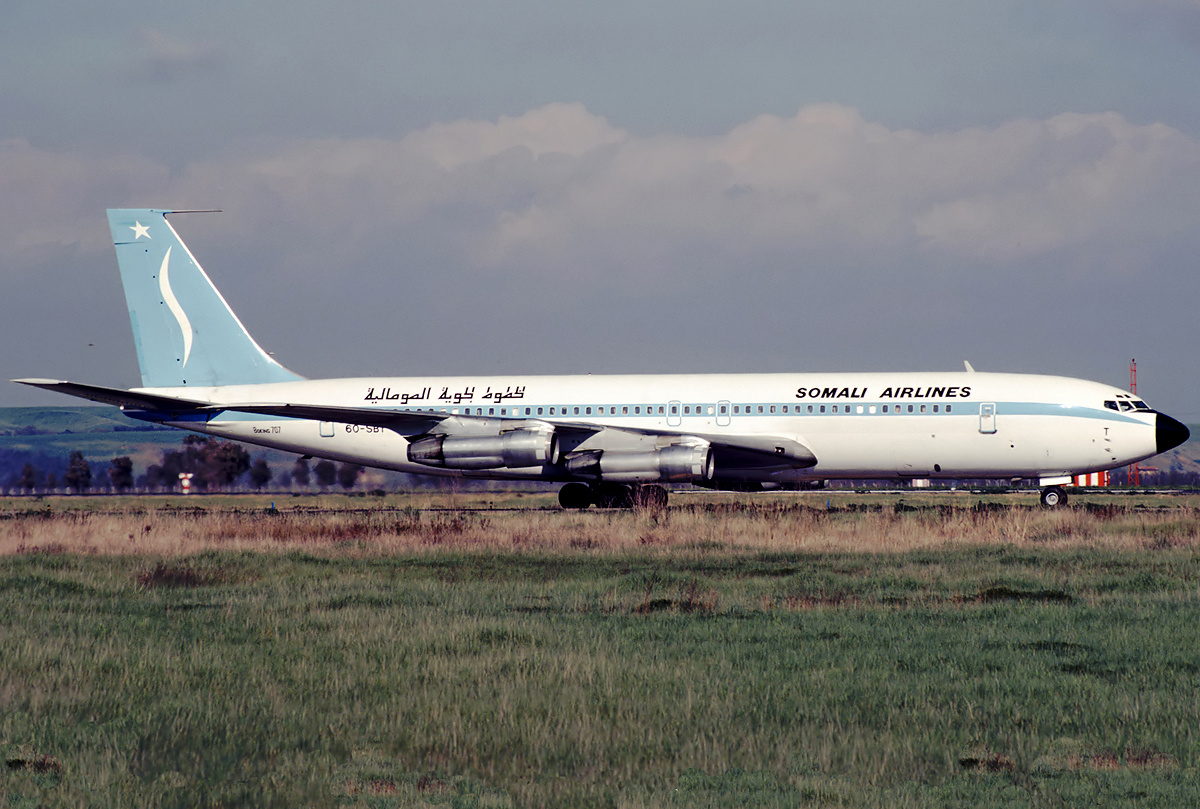
Boeing 707-320B в аэропорту Фьюмичино, Рим, Италия, 1989 год.

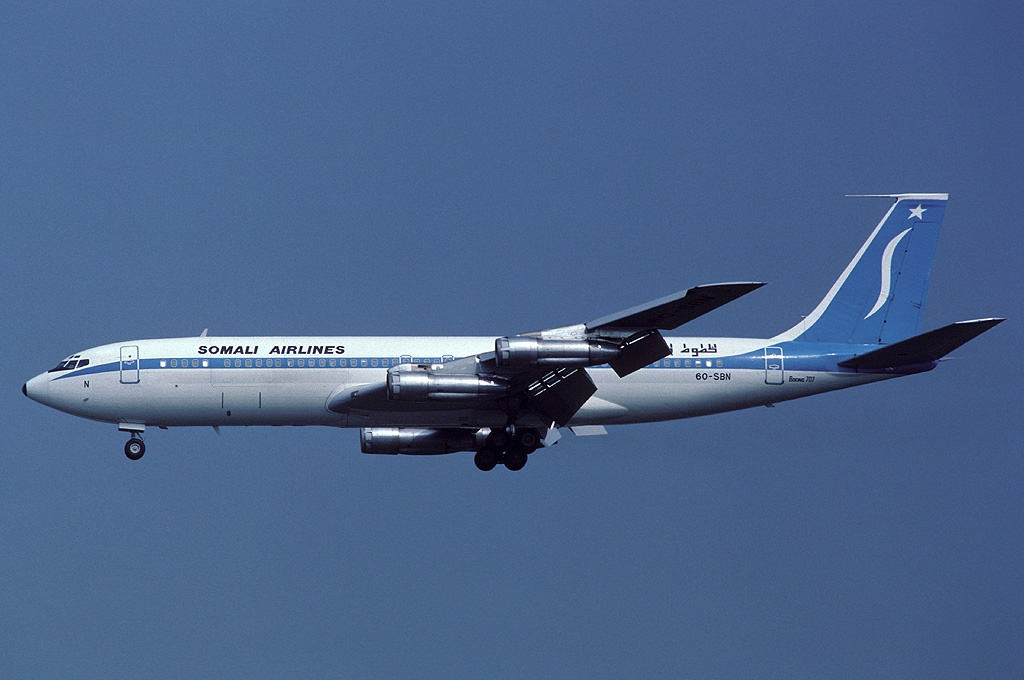
Boeing 707-300, Somali Airlines, принадлежащий Malaysian Airline System.

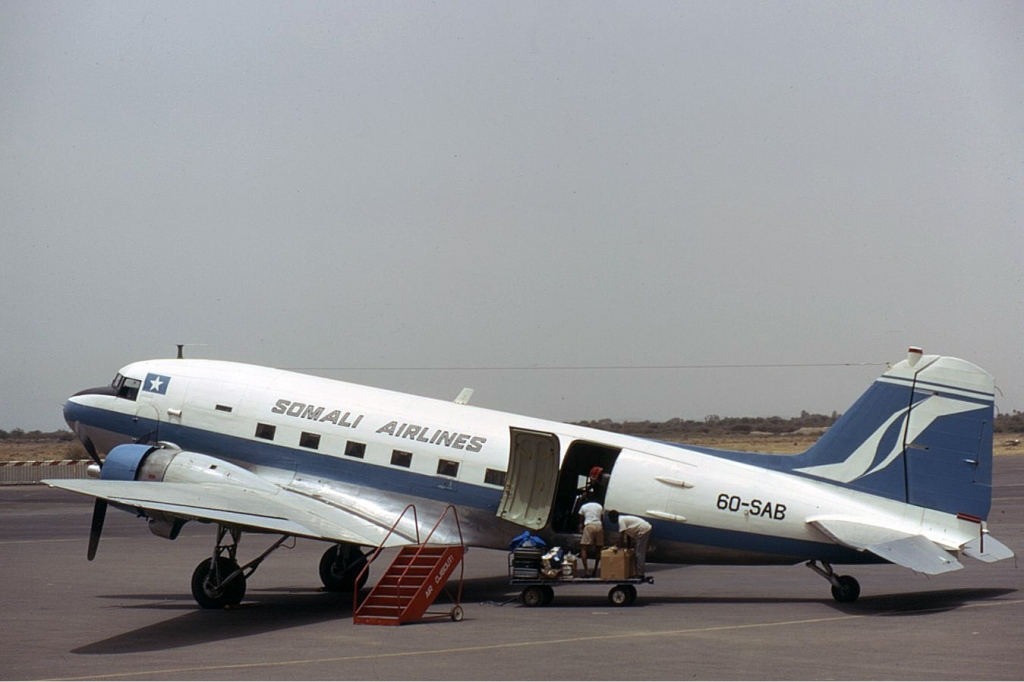
Douglas DC-3, первый тип самолетов, использовавшихся компанией

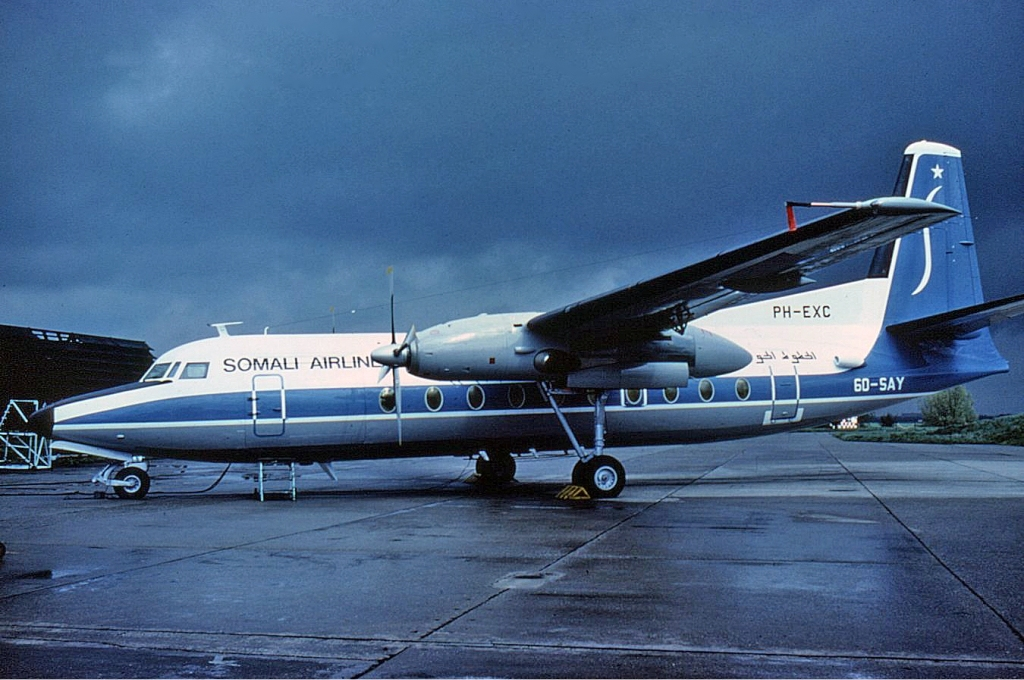
Fokker F-27 20 июня 1981 года

Somali Airlines (араб. طيران الصومال‎, сомал. Diyaarada Soomaaliya) — бывшая национальная авиакомпания Сомали. Основана в 1964 году. Компания предлагала рейсы как на внутренних, так и на международных маршрутах. Она эксплуатировала Boeing 720B, Boeing 707-300 и Airbus A310-300 на рейсах на Ближний Восток и в Европу. Авиакомпания прекратила свою деятельность после начала гражданской войны в начале 1990-х годов, когда страна погрузилась в анархию и хаос. Воссозданное правительство Сомали в 2012 году начало подготовку к возрождению авиакомпании, заказав первый новый самолет, который планировалось поставить к концу декабря 2013 года.

## История
Somali Airlines была основана 5 марта 1964 года как национальная авиакомпания недавно получившей независимость Сомалийской республики. Авиакомпания поровну принадлежала правительству страны и авиакомпании Alitalia. В соответствии с пятилетним соглашением, Alitalia также предоставляла авиакомпании техническую поддержку. По словам тогдашнего директора Somali Airlines Абдулахи Шире, перевозчик был создан в первую очередь для более эффективной связи столицы Могадишо с другими регионами страны.
Вскоре после создания, авиакомпании Соединенные Штаты подарили ей четыре Douglas DC-3. Авиакомпания начала свою деятельность в июле 1964 года, первоначально обслуживая внутренние направления с флотом из трех DC-3 и двух Cessna 180. До этого местные рейсы обслуживала Aden Airways. Она же продолжала выполнять рейсы по маршруту Могадишо – Аден до марта 1965 года, после чего они были переданы Somali Airlines. В январе 1966 года были запущены рейсы в Найроби, Кения. Они были прекращены в июне того же года после того, как авиаперевозчику запретили полеты в воздушное пространство Кении из-за словесных нападок, озвученных «Радио Могадишо» в адрес президента Кении Джомо Кениата. В октябре 1967 года были начаты ежедневные рейсы в Дар-эс-Салам.
В марте 1970 года флот компании состоял из двух Cessna 185, трех DC-3 и четырех Viscount 700. Один из Viscount попал в аварию при посадке в Могадишо 6 мая 1970 года. Самолет находился на конечном этапе захода на посадку, когда экипаж понял, что органы управления полетом не реагируют. Управление самолетом было частично получено за счет увеличения мощности, но планер жестко приземлился, в результате чего передняя опора рухнула. В результате аварии погибли 5 человек из 30, находившихся на борту. В начале 1974 года был подписан контракт с Tempair на поставку Boeing 720B, которые будут использоваться на маршруте Могадишо – Лондон, а также на рейсах в пределах Африки и на Ближний Восток. В конце 1975 года были приобретены два Fokker F27. В 1976 году компания приобрела у American Airlines два Boeing 720B, а также два Boeing 707. В 1977 году Somali Airlines правительство приобрело 49% акций, принадлежащих Alitalia, в результате чего, перевозчик стал полностью государственным.
К июлю 1980 года авиапарк компании состоял из двух Boeing 707-320C, двух Boeing 720B, двух Fokker F27-600, двух DC-3, одного Cessna 402 и одного Cessna 180. В 1983 году руководителем и операционным директором компании стал Мохаммуд Гулайд. К 1985 году количество сотрудников составляло 714 человек, а флот сократился до двух Boeing 707-320C и двух F27-600. Рейсы выполнялись из Берберы и Могадишо в Абу-Даби, Каир, Франкфурт, Джидду, Найроби и Рим, а с февраля 1987 года также в Банжул и Конакри, а в конце того же года был заказан Airbus A310-300 с возможностью приобретения еще одного самолета; самолет был нацелен для замены Boeing 707 на маршрутах в Европу и Ближний Восток.
В связи с началом гражданской войны в начале 1990-х годов все рейсы авиакомпании были официально прекращены. Сомалийский рынок авиаперевозок с тех пор заняли небольшие частные компании, такие как Jubba Airways, Daallo Airlines и Puntair.

### Воссоздание
В апреле 2012 года бывшие пилоты Somali Airlines Абикар Нур и Ахмед Эльми Гуре встретились с представителями Lufthansa в Центре летной подготовки в Финиксе, США, чтобы обсудить возможность возобновления исторических рабочих отношений между Somali Airlines и Lufthansa. Встреча завершилась обещанием директора школы, капитана Матиаса Киппенберга, помочь властям Сомали в обучении будущих пилотов.
В июле 2012 года Мохаммед Осман Али, министр авиации и транспорта, объявил, что правительство Сомали начало подготовку к возрождению Somali Airlines.
В ноябре 2013 года немецкое издание Skyliner сообщило, что новый грузовой авиалайнер Boeing 737-400 должен быть переведен из аэропорта Будапешта в Могадишо к концу декабря. Перед доставкой самолет был окрашен в национальные цвета Сомали. Представитель словацкой компании SAMair, Жолт Ковач, также сообщил, что в аэропорту ведется подготовка еще одного самолета и что оба самолета были приобретены у SAMair федеральными властями Сомали от имени Somali Airlines.

## Флот
Самолёты, бывшие в парке Somali Airlines на момент расформирования:
- Airbus A310-200
- Airbus A310-300
- Boeing 707-120B
- Boeing 707-320
- Boeing 707-320B
- Boeing 707-320C
- Boeing 720B
- Boeing 727-200
- Douglas C-47A
- Fokker F27-200
- Fokker F27-600
- Viscount 742D

## Авиакатастрофы и происшествия
По данным Aviation Safety Network, за свою историю Somali Airlines пережила шесть авиационных происшествий; в пяти из них самолет не подлежал восстановлению, и в трех из них погибли люди.